# Eternal Tears of Sorrow
Eternal Tears of Sorrow (běžně zkracováno na EToS) je finská symphonic melodic death metalová kapela z Pudasjärvi v Severní Pohjanmaa. Romantické texty a jemné klávesové melodie ukazují vliv gothic metalu.[zdroj?] Působí od roku 1994, přičemž mezi lety 2001 a 2005 měla přestávku. Jejími vydavateli jsou Suomen Musiikki, Spinefarm, X-Treme, Drakkar, NEMS, Fono, Massacre, King a Marquee/Avalon.

## Členové
- Altti Veteläinen – zpěv, baskytara
- Jarmo Kylmänen – čistý zpěv
- Jarmo Puolakanaho – kytara
- Mika Lammassaari – kytara
- Janne Tolsa – klávesy
- Juho Raappana – bicí

### Bývalí členové
- Olli-Pekka Törrö – kytara
- Pasi Hiltula – klávesy
- Antti-Matti Talala – kytara
- Antti Kokko – kytara
- Petri Sankala – bicí
- Risto Ruuth – kytara

## Diskografie

### Řadová alba
- Sinner's Serenade (1997)
- Vilda Mánnu (1998)
- Chaotic Beauty (2000)
- A Virgin and a Whore (2001)
- Before the Bleeding Sun (2006)
- Children of the Dark Waters (2009)
- Saivon Lapsi (2013)

### Singly
- Sacrament of Wilderness (split single s Nightwish a Darkwoods My Betrothed) (1998)
- The Last One For Life (pouze ve Finsku) (2001)
- Tears of Autumn Rain (2009)
- Dark Alliance (2013)

#### Dema
- The Seven Goddesses of Frost (květen 1994)[1]
- Bard's Burial (říjen 1994)